# Diocesi di Melfi-Rapolla-Venosa

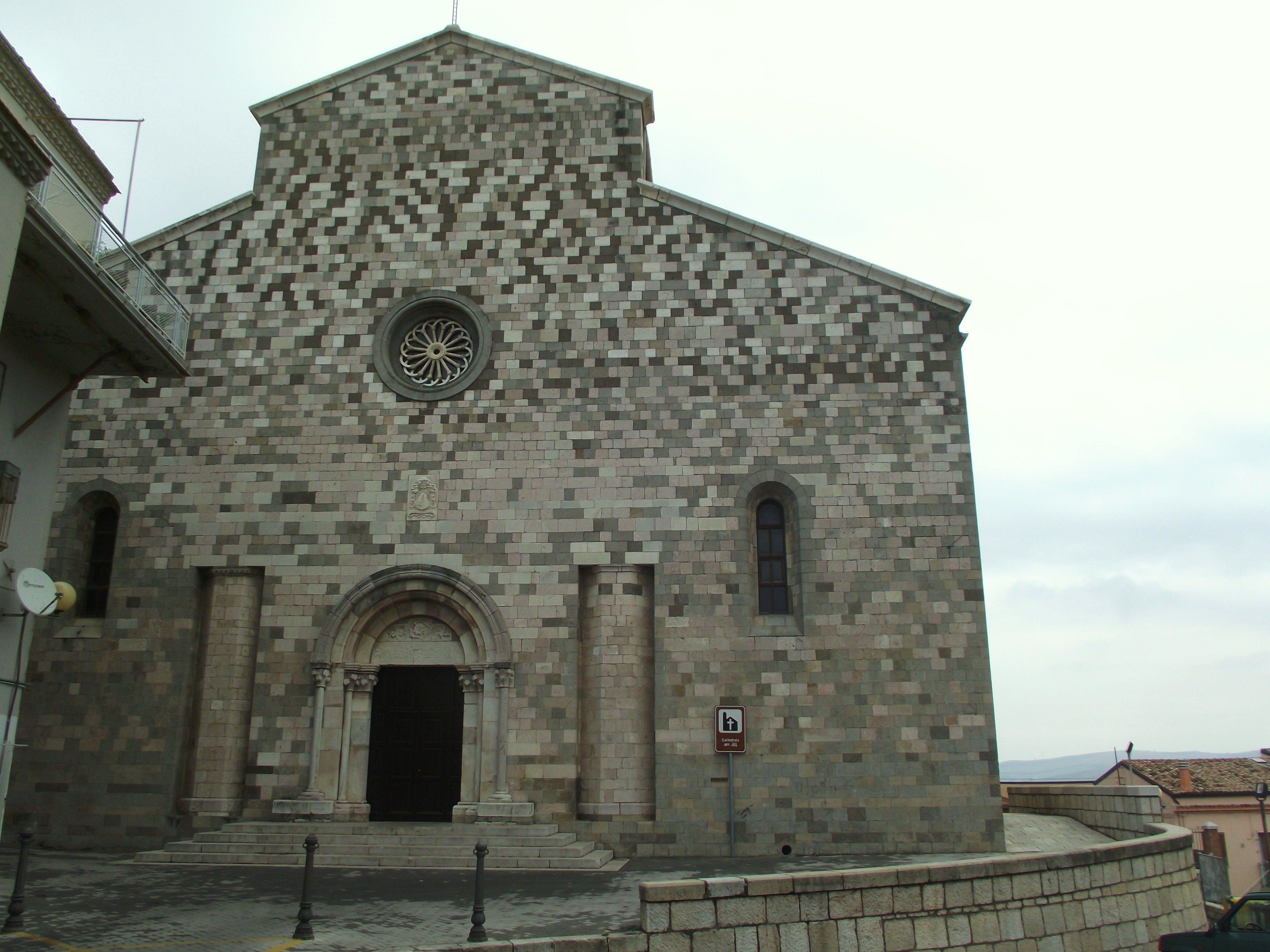
La concattedrale di Santa Maria Assunta a Rapolla.

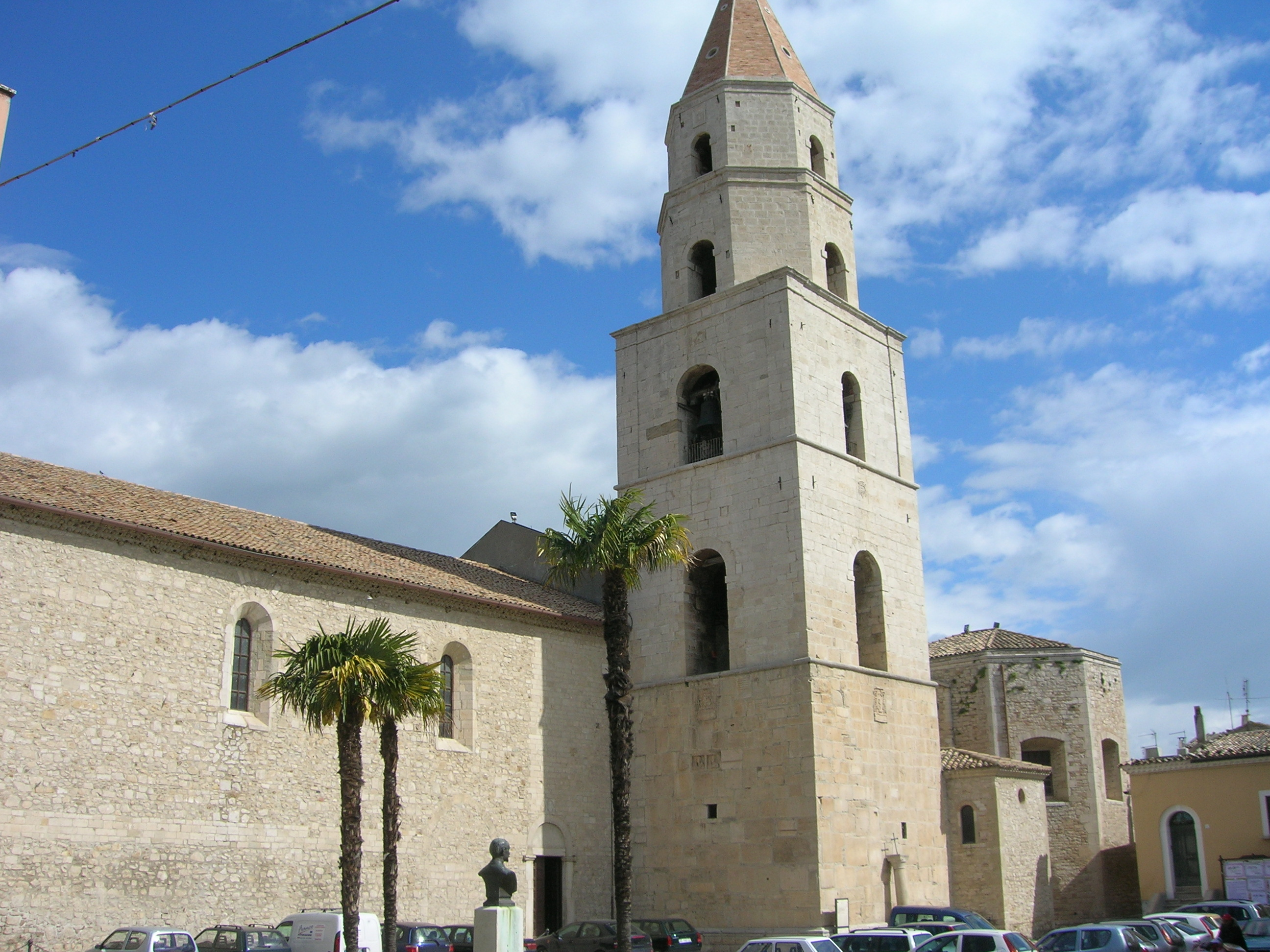
La concattedrale di Sant'Andrea a Venosa.

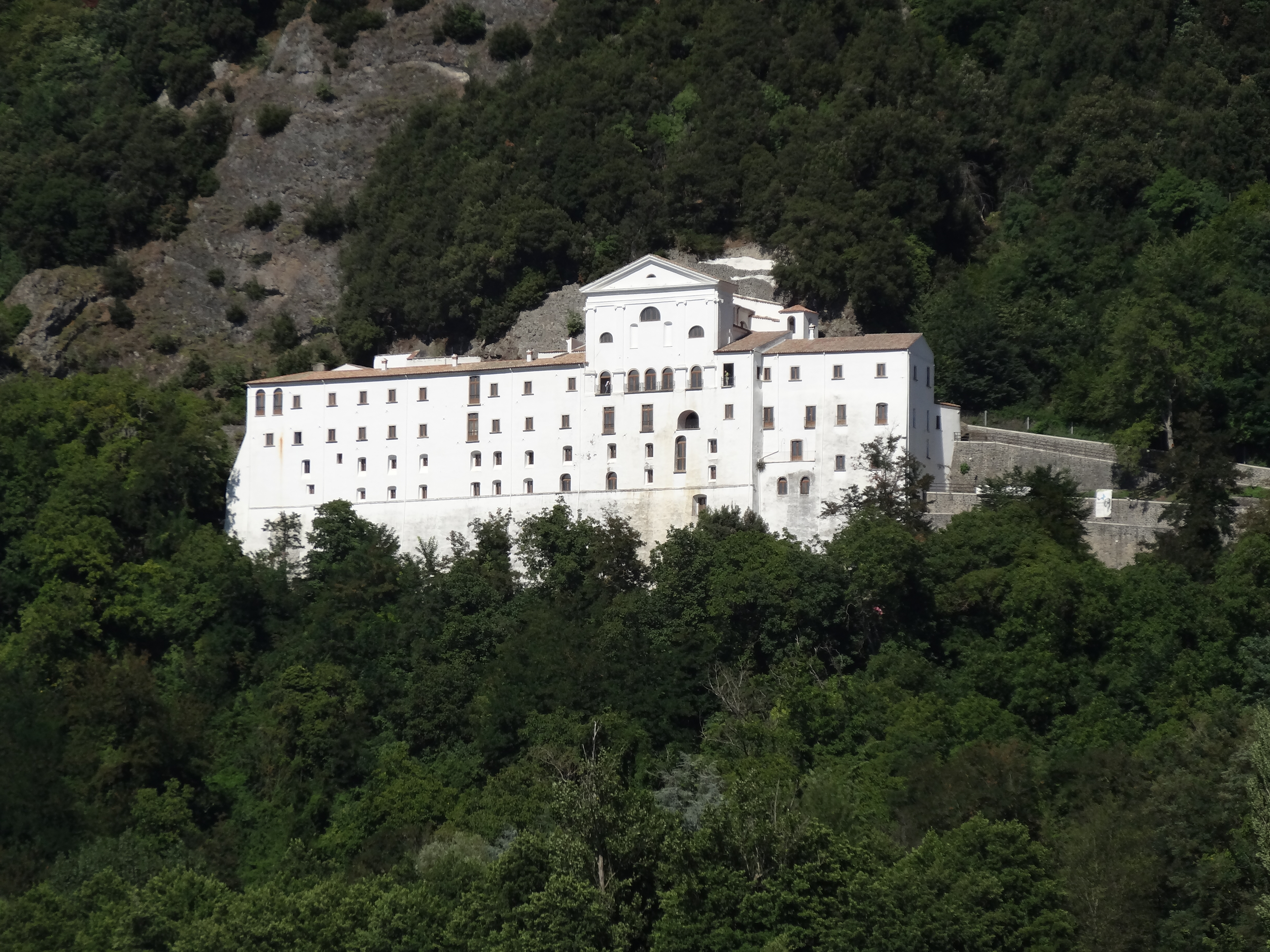
L'abbazia di San Michele Arcangelo a Monticchio.

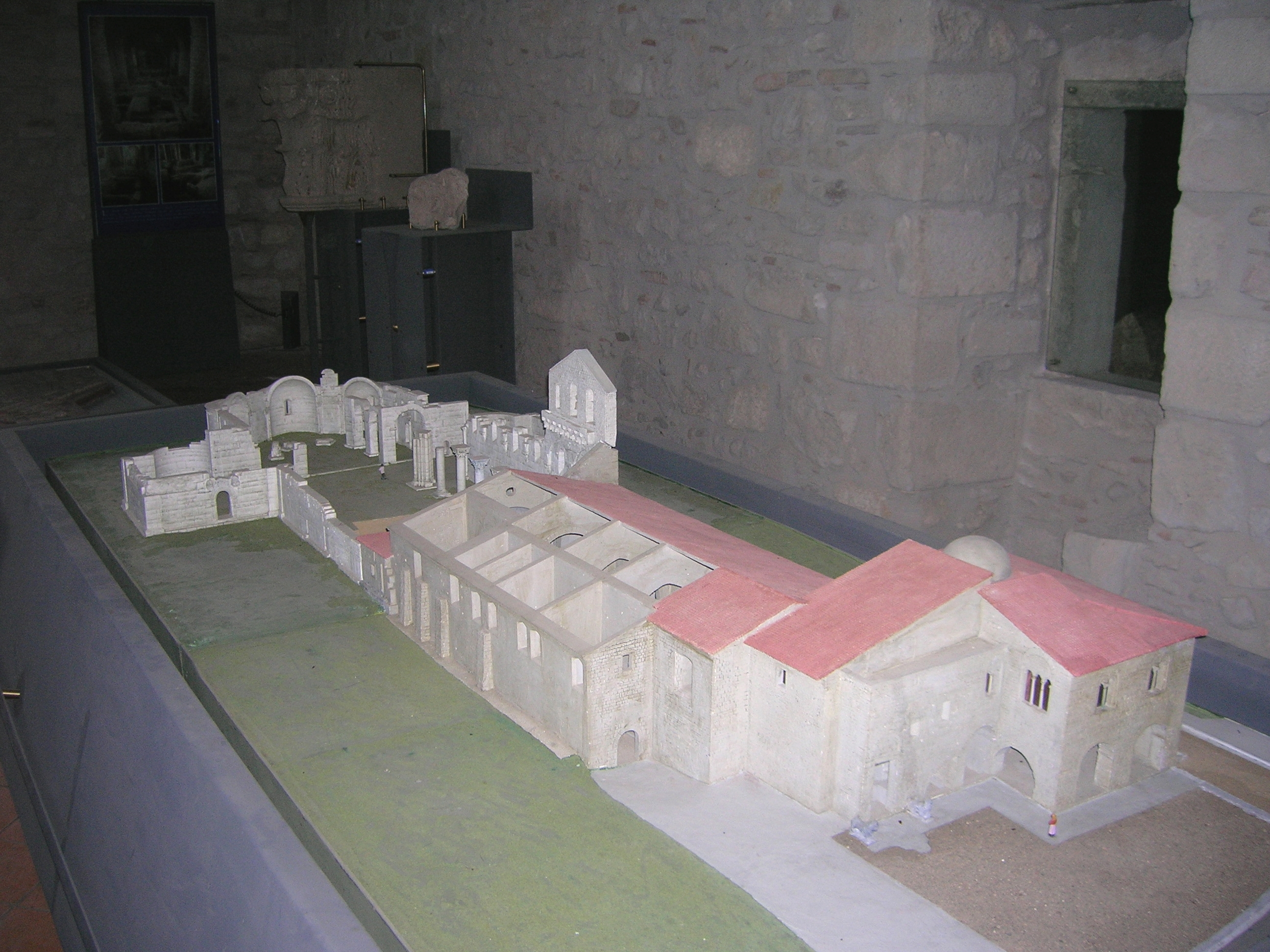
Plastico ricostruttivo del complesso della Santissima Trinità di Venosa.

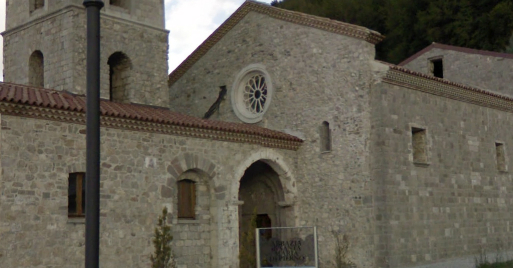
La badia di Santa Maria di Pierno a San Fele.

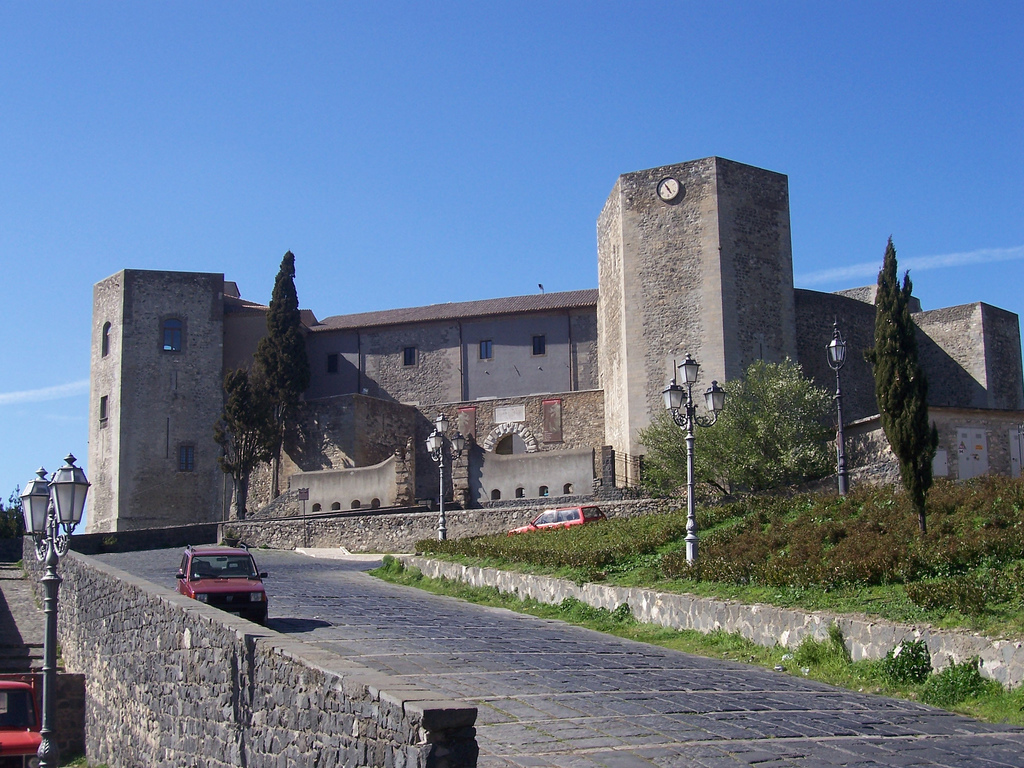
Veduta del castello di Melfi, che fu sede dei cinque concili celebrati nella capitale normanna della contea di Puglia tra il 1059 e il 1137 alla presenza dei papi.

La diocesi di Melfi-Rapolla-Venosa (in latino Dioecesis Melphiensis-Rapollensis-Venusina) è una sede della Chiesa cattolica in Italia suffraganea dell'arcidiocesi di Potenza-Muro Lucano-Marsico Nuovo, appartenente alla regione ecclesiastica Basilicata. Nel 2023 contava 79.000 battezzati su 85.000 abitanti. È retta dal vescovo Ciro Fanelli.

## Territorio
La diocesi comprende le città di Melfi, Rapolla e Venosa e altri 13 comuni della provincia di Potenza: Atella, Barile, Forenza, Ginestra, Lavello, Maschito, Montemilone, Pescopagano, Rapone, Rionero in Vulture, Ripacandida, Ruvo del Monte, San Fele.
Sede vescovile è la città di Melfi, dove si trova la cattedrale di Santa Maria Assunta. A Rapolla è presente la concattedrale di San Michele arcangelo, mentre a Venosa sorge la concattedrale di Sant'Andrea. In diocesi esistono cinque santuari: San Donato a Ripacandida, San Michele Arcangelo a Monticchio, Santa Maria di Pierno, Santissima Trinità a Venosa e Santissimo Crocifisso a Forenza.
Il territorio si estende su 1.316 km² ed è suddiviso in 32 parrocchie.

## Istituti religiosi
In diocesi hanno residenze i seguenti istituti religiosi maschili e femminili:

### Istituti religiosi maschili
- Casa monastica San Salvatore
- Comunità monastica degli Eremiti di Cerreto
- Congregazione della missione
- Ordine dei frati minori
- Ordine dei frati minori conventuali
- Ordine della Santissima Trinità

### Istituti religiosi femminili
- Apostole del Sacro Cuore di Gesù
- Figlie della carità di San Vincenzo de' Paoli
- Fraternità delle piccole sorelle di Gesù
- Povere figlie delle Sacre Stimmate di San Francesco d'Assisi
- Religiose francescane di Sant'Antonio
- Sorelle misericordiose
- Suore adoratrici del Sangue di Cristo
- Suore catechiste del Sacro Cuore
- Suore della Famiglia del Sacro Cuore di Gesù
- Suore francescane missionarie di Gesù Bambino
- Suore maestre di Santa Dorotea
- Suore missionarie del Sacro Costato e di Maria Santissima Addolorata

## Storia
L'odierna diocesi è frutto della piena unione di tre sedi episcopali distinte, ognuna con una sua storia.

### Venosa
La diocesi di Venosa è di origine antica. Essa è legata alla memoria del santo vescovo Felice di Tibiuca, che secondo alcune versioni della sua Passio avrebbe subito il martirio a Venosa nel 303. Ferdinando Ughelli attribuisce alla diocesi di Venosa tre vescovi, Filippo (238), Giovanni (443) e Asterio (493), che sarebbero frutto di fantasia e perciò destituiti di storicità.
Primo vescovo storicamente documentato è Stefano, menzionato nell'epistolario di papa Gelasio I e che prese parte ai concili indetti a Roma da papa Simmaco nel 501 e nel 502. Ada Campione fa notare che «durante i lavori del concilio del 502 Stefano di Venosa interviene con notevole fermezza nella discussione relativa alla salvaguardia dei possedimenti ecclesiastici dalle intromissioni dei laici. Il suo intervento, in linea con quanto sostenuto dai vescovi Lorenzo di Milano, Pietro di Ravenna ed Eulalio di Siracusa – diocesi che avevano una notevole consistenza patrimoniale – può anche far ipotizzare l'esistenza nel Venosino di proprietà ecclesiastiche di una certa entità sul cui possesso e sulla cui amministrazione ecclesiastici e laici dovettero essere spesso in disaccordo». All'epoca del vescovo Stefano possono essere attribuite le scoperte archeologiche ed epigrafiche che hanno portato alla luce un complesso episcopale, inglobato successivamente nell'abbazia della Santissima Trinità.
Della diocesi di Venosa non si hanno più notizie fino a quando la città viene conquistata dai Normanni nella prima metà dell'XI secolo e diviene capitale della contea di Drogone d'Altavilla; a lui si deve la fondazione dell'abbazia della Santissima Trinità, consacrata da papa Niccolò II nel 1059. Alla cerimonia era presente anche il vescovo Morando, primo vescovo medievale attribuibile con certezza alla sede venosina.
Dal 1068 la diocesi appare suffraganea dell'arcidiocesi di Acerenza. Il capitolo dei canonici della cattedrale risulta già costituito ed attivo all'inizio del XII secolo: un diploma del 1105 è firmato da Roberto "diacono e canonico della chiesa di Sant'Andrea apostolo". All'apostolo era dedicata la cattedrale di Venosa, che fu fatta ricostruire dal duca Pirro Del Balzo nel 1470 e consacrata nel 1531 dal vescovo Ferdinando Serone.
Il 27 giugno 1818 la diocesi di Lavello fu soppressa e il suo territorio venne incorporato nella diocesi di Venosa. Da questo momento la diocesi risultava composta da Venosa, Forenza, Maschito, Spinazzola, Castello del Garagnone e Lavello.
Il 14 ottobre 1901 fu fondata a Venosa la prima cassa rurale cattolica del Potentino, per iniziativa del vescovo Lorenzo Antonelli.
Il 30 aprile 1924, con la nomina di Alberto Costa, Venosa fu unita in persona episcopi alla diocesi di Melfi e Rapolla, già unite aeque principaliter.
Il 21 agosto 1976 Venosa fu sottratta, dopo quasi un millennio, alla metropolia di Acerenza e divenne suffraganea dell'arcidiocesi di Potenza e Marsico Nuovo, contestualmente elevata a sede metropolitana della Basilicata. L'8 settembre successivo alcune modifiche territoriali hanno portato alla cessione del comune di Spinazzola alla diocesi di Gravina e all'acquisizione del comune di Montemilone dalla diocesi di Andria.

### Rapolla
La sede vescovile di Rapolla venne istituita verso la metà dell'XI secolo, dopo che la città fu sottratta dai Normanni ai Bizantini. Primo vescovo noto è Ottone, che il 31 marzo 1065 o 1066 prese parte alla consacrazione dell'abbazia di Santa Maria della Matina; gli succede Orso (o Ursone), che nel 1078 divenne arcivescovo di Bari.
Era fin dalle origini diocesi immediatamente soggetta alla Santa Sede. Questa speciale condizione fu ribadita da una bolla di papa Eugenio III del 1152, con la quale il pontefice definiva anche i confini della diocesi e le chiese sottoposte all'autorità del vescovo. «La Chiesa di Rapolla comprendeva i centri abitati di Atella e Ripacandida di rito latino, Rionero, Barile e Ginestra di rito greco»; questi ultimi furono ricondotti al rito latino dal vescovo Deodato Scaglia (1626-1644). Tra le principali istituzioni della diocesi v'era la cattedrale, in origine dedicata all'Assunta, servita da un capitolo formato da un arcidiacono, un cantore, un tesoriere e dieci canonici; e le badie di Santa Maria di Pierno e San Michele in Vulture a Monticchio.
Tra i vescovi di Rapolla si possono ricordare: Giovanni II (1237-1255), che portò termine la costruzione della cattedrale, che fu tuttavia distrutta qualche anno dopo; Pietro (1305), che fu confessore del re Roberto d'Angiò; Malitia de Gesualdo (1482-1488), uomo di talento, segretario di papa Innocenzo VIII; Gilberto Sanilio (1506-1520), che prese parte al concilio Lateranense V.
Per la povertà della mensa episcopale, il 16 marzo 1528 papa Clemente VII unì aeque principaliter la diocesi di Rapolla con quella di Melfi.

### Melfi
La diocesi di Melfi è stata eretta nell'XI secolo in seguito all'arrivo nella regione dei Normanni, e fin dall'inizio fu immediatamente soggetta alla Santa Sede. Secondo una bolla del 1037, ritenuta dalla maggioranza degli storici un falso, la diocesi sarebbe stata fondata prima dell'arrivo dei Normanni dall'arcivescovo Nicola I di Bari e sottoposta alla metropolia barese.
Se si esclude il vescovo Giovanni, menzionato nella bolla del 1037, il primo vescovo noto della sede melfitana è Baldovino, che prese parte ai primi tre concili melfitani, e che per un certo periodo fu sospeso da papa Gregorio VII per i suoi eccessi. Nel quarto concilio, celebrato nel 1101, papa Pasquale II concesse al vescovo Guglielmo e ai suoi successori il privilegio di dipendere direttamente da Roma e da nessun metropolita locale. Per un certo periodo, nel corso del XII secolo, la diocesi di Lavello fu unita a quella di Melfi.
A Melfi, capitale della contea di Puglia, si tennero cinque concili tra il 1059 e il 1137 nei quali si discusse delle emergenze religiose e dei rapporti fra il Papato e le autorità normanne. Nel primo concilio del 1059, a cui intervennero cento vescovi, papa Niccolò II riconobbe i possedimenti conquistati dai Normanni e nominò Roberto il Guiscardo duca di Puglia e Calabria, divenendo vassallo della Chiesa. Nel 1067 si celebrò il secondo concilio, presieduto da papa Alessandro II. Nel terzo concilio indetto da Urbano II nel 1089, oltre a questioni ecclesiastiche come il richiamo all'obbligo del celibato per il clero, venne bandita la prima crociata in Terra santa; nello stesso concilio per la prima volta il pontefice concesse l'uso della mitra agli abati. Il quarto concilio fu personalmente presieduto nel 1101 da papa Pasquale II. Al quinto concilio del 1137 furono presenti papa Innocenzo II e l'imperatore Lotario II, che accolsero il rientro nell'obbedienza dell'abate di Montacassino Rainaldo, che aveva aderito al partito dell'antipapa Anacleto II.
La diocesi comprendeva la sola città di Melfi con il territorio circostante; grazie ad alcuni privilegi concessi da Ruggero I di Sicilia nel 1068, la diocesi fu dotata dei feudi di Gaudiano e di Sassolo (o Salsola), che permise ai vescovi di fregiarsi del titolo di conte; queste donazioni furono confermate da re e papi successivi nel 1296, nel 1324 e nel 1447.
Tra il 1073 e il 1076 fu eretta la cattedrale dedicata all'Assunta. Essa era servita da un capitolo già attestato nel 1149. Tra XIII e XIV secolo a Melfi è documentata anche l'esistenza di una collegiata, composta da un suo capitolo, da diverse confraternite laicali e ospedali. La diocesi fu retta da vescovi illustri come Francesco Monaldeschi, Alessandro da Sant'Elpidio e Juan de Borja Llançol de Romaní.
Il 16 marzo 1528 papa Clemente VII unì aeque principaliter la diocesi di Melfi con quella di Rapolla; primo vescovo delle diocesi unite fu il fiorentino Giannotto Pucci (1528-1537), nipote del cardinale Lorenzo Pucci.
Nell'attuazione dei decreti del concilio di Trento si distinsero i vescovi Alessandro Ruffino (1548-1574), Gaspare Cenci (1574-1590) e Placido De Marra (1595-1620), ognuno dei quali celebrò un sinodo diocesano. Nel sinodo del 1598 furono emanate le regole per la vita del seminario vescovile, che risulta già attivo alla fine del XVI secolo. Tra i vescovi post-tridentini si possono ricordare: Lazzaro Carafino (1622-1626), che fece collocare nella cattedrale alcune reliquie care alla devozione popolare; Deodato Scaglia (1626-1644), che fece la visita pastorle della diocesi e prese provvedimenti per ripristinare la disciplina del clero; Antonio Spinelli (1697-1724), che istituì a Rapolla un monte frumentario; Mondilio Orsini (1724-1728), che impose ai parroci l'obbligo di formare l'archivio parrocchiale; Filippo de Aprile (1792-1811), che sostenne la rivoluzione contro il governo borbonico e per questo motivo venne incarcerato.
Il terremoto del 14 agosto 1851 devastò Melfi e Rapolla e distrusse i principali monumenti delle diocesi; un altro terremoto devastò la regione nel 1857.
Negli avvenimenti che portarono alla proclamazione del Regno d'Italia, il vescovo Ignazio Sellitti (1849-1880), fedele alla famiglia reale borbonica, si inimicò la maggior parte del suo clero, favorevole invece all'unità; per questo motivo dovette abbandonare la diocesi nel 1860, per farvi ritorno solo sei anni dopo.
L'8 settembre 1976 la diocesi ha ingrandito il proprio territorio con l'annessione dei comuni di Rapone, Ruvo del Monte e San Fele dalla diocesi di Muro, e del comune di Pescopagano dall'arcidiocesi di Conza.

### Le sedi unite
Il 30 aprile 1924, con la nomina di Alberto Costa, la diocesi di Melfi e Rapolla fu unita in persona episcopi alla diocesi di Venosa. Le sedi rimasero vacanti dal 1966 fino al 1973, quando la Santa Sede decise di nominare l'arcivescovo di Acerenza Giuseppe Vairo vescovo di Melfi e Rapolla e vescovo di Venosa; l'unione in persona episcopi con Acerenza durò fino al 1976.
Il 21 agosto 1976 Melfi e Rapolla, che per un millennio circa erano state immediatamente soggette alla Santa Sede, sono entrate a far parte della nuova sede metropolitana di Potenza e Marsico Nuovo.
Il 30 settembre 1986, con il decreto Instantibus votis della Congregazione per i Vescovi, le tre sedi di Melfi, di Rapolla e di Venosa sono state unite con la formula plena unione e la circoscrizione ecclesiastia ha assunto il nome attuale.

## Cronotassi dei vescovi
Si omettono i periodi di sede vacante non superiori ai 2 anni o non storicamente accertati.

### Vescovi di Venosa
- Filippo ? † (menzionato nel 238)
- Giovanni ? † (menzionato nel 443)
- Austero o Asterio ? † (menzionato nel 493)[20]
- Stefano † (prima del 494/495 - dopo il 502)
- Pietro I ? † (menzionato nel 1014)[21]
- Giaquinto ? † (menzionato nel 1053)[22]
- Morando † (menzionato nel 1059)
- Ruggero † (menzionato nel 1069)
- Costantino (o Costanzo) † (prima del 1071 - dopo il 1074)
- Berengario † (circa 1093 - ?)[23]
- Roberto ? † (menzionato nel 1105)[24]
- Fulco † (menzionato nel 1113)[25]
- Pietro II † (prima del 1177 - dopo il 1183)[26]
- Anonimi † (documentati nel 1199, 1209, 1215 e 1222)[26]
- Bono † (menzionato nel 1223)[26]
- Anonimo † (documentato nel 1233 e 1236)[26]
- Anonimo † (? - circa novembre 1238 deceduto)[26][27]
- Giacomo † (menzionato nel 1256)[26]
- Anonimo † (? - circa 1269 deceduto)[26][28]
- Filippo de Pistorio, O.P. † (prima di maggio 1271 - dopo maggio 1281)[26]
- Santoro † (prima del 1282/1283 - dopo il 1284)[26]
- Guido † (prima del 1299 - dopo il 1302)
- Pietro III † (12 luglio 1331 - 4 luglio 1334 nominato arcivescovo di Acerenza)
- Raimondo Agonti de Clareto, O.Carm. † (17 agosto 1334 - ?)
- Pietro IV † (13 agosto 1360 - ?)
- Goffredo † (? - 1363 deceduto)
- Tommaso † (14 giugno 1363 - dopo il 1367)
- Lorenzo † (menzionato nel 1383)
- Giannotto (Giovanni) † (menzionato nel 1385)
- Francesco Veneraneri † (1º dicembre 1386 - ?)
  - Stefano † (? deceduto) (antivescovo)
  - Salvatore Gerardo di Altomonte † (13 giugno 1387 - ?) (antivescovo)
  - Nicola Francesco Grassi † (18 agosto 1387 - ?) (antivescovo)
- Giovanni III † (21 luglio 1395 - 1400 nominato vescovo di Grosseto)
- Andrea Fusco † (12 maggio 1400 - 1419 deceduto)
- Domenico (o Dionigi) da Monteleone, O.P. † (13 novembre 1419 - 1431 deceduto)
- Roberto Procopii † (23 maggio 1431 - 1457 deceduto)
- Nicola Solimele † (1457 - 1459 deceduto)
- Nicola Gerolamo Porfido † (17 ottobre 1459 - dopo il 1469 deceduto)[29]
- Sigismondo Pappacoda † (3 dicembre 1492 - 10 maggio 1499 nominato vescovo di Tropea)
- Antonio Fabregas (o Civalerio) † 10 maggio 1499 - 1501 deceduto)
- Bernardino Bongiovanni † (14 giugno 1501 - 1509 deceduto)
- Lamberto Arbaud † (16 novembre 1510 - ?)
- Tommaso da San Cipriano, O.P. † (1519 - ?)
- Guido de' Medici † (12 giugno 1527 - 3 gennaio 1528 nominato arcivescovo di Chieti)
- Fernando de Gerona, O.S.A. † (23 marzo 1528 - 1542 dimesso)[30].
- Álvaro de la Quadra † (12 maggio 1542 - 1551 dimesso)
- Simone Gattola † (13 marzo 1552 - aprile 1566 deceduto)
- Francesco Rusticucci † (21 agosto 1566 - 31 gennaio 1567 nominato vescovo di Fano)
- Paolo Oberti, O.P. † (17 febbraio 1567 - 13 settembre 1567 deceduto)
- Giovanni Antonio Locatelli † (12 dicembre 1567 - 7 settembre 1571 deceduto)
- Baldassarre Giustiniani † (6 febbraio 1572 - 13 marzo 1584 deceduto)
- Giovanni Tommaso Sanfelice † (4 maggio 1584 - 6 marzo 1585 deceduto)
- Giovanni Girolamo Manieri † (20 marzo 1585 - 28 gennaio 1587 deceduto)
- Pietro Ridolfi, O.F.M.Conv. † (18 febbraio 1587 - 18 febbraio 1591 nominato vescovo di Senigallia)
- Vincenzo Calcio, O.P. † (18 febbraio 1591 - 3 maggio 1598 deceduto)
- Sigismondo Donati † (17 agosto 1598 - 7 gennaio 1605 nominato vescovo di Ascoli Piceno)
- Mario Moro † (3 agosto 1605 - 1610 deceduto)
- Andrea Pierbenedetto † (14 marzo 1611 - 1634 deceduto)
- Bartolomeo Frigerio † (17 settembre 1635 - 13 novembre 1636 deceduto)
- Gaspare Conturla † (15 gennaio 1638 - aprile 1640 deceduto)
- Sallustio Pecolo † (3 dicembre 1640 - 13 marzo 1648 dimesso)
- Antonio Pavonelli, O.F.M.Conv. † (18 maggio 1648 - luglio o 23 settembre 1653 deceduto)
- Giacinto Torisi, O.P. † (5 ottobre 1654 - 25 marzo 1674 deceduto)
- Giovanni Battista Desio † (7 maggio 1674 - agosto 1677 deceduto)
- Francesco Maria Neri † (10 gennaio 1678 - dicembre 1684 deceduto)
- Giovanni Francesco de Lorenzi † (14 maggio 1685 - ottobre 1698 deceduto)
- Placido Stoppa, C.R. † (11 aprile 1699 - dicembre 1710 deceduto)
  - Sede vacante (1710-1718)
- Giovanni Michele Teroni, B. † (10 gennaio 1718 - luglio 1726 deceduto)
- Felipe Yturibe, O.Carm. † (31 luglio 1726 - 13 marzo 1727 dimesso)[31]
- Pietro Antonio Corsignani † (17 marzo 1727 - 22 luglio 1738 nominato vescovo di Valva e Sulmona)
- Francesco Antonio Salomone † (3 settembre 1738 - prima del 17 maggio 1743 deceduto)
- Giuseppe Giusti † (20 maggio 1743 - 1764 deceduto)
- Gaspare Barletta † (17 dicembre 1764 - 1778 deceduto)
- Pietro Silvio De Gennaro † (12 luglio 1779 - circa 1786 deceduto)
- Salvatore Gonnelli † (18 giugno 1792 - prima del 23 settembre 1801 deceduto)
  - Sede vacante (1801-1818)
- Nicola Caldora † (26 giugno 1818 - 10 dicembre 1825 dimesso)
- Luigi Maria Parisio † (9 aprile 1827 - 25 giugno 1827 nominato vescovo di Gaeta)
- Federico Guarini, O.S.B. † (23 giugno 1828 - settembre 1837 deceduto)
- Michele de Gattis † (2 ottobre 1837 - 23 aprile 1847 deceduto)
- Antonio Michele Vaglio † (22 dicembre 1848 - 28 luglio 1865 deceduto)
  - Sede vacante (1865-1871)
- Nicola de Martino † (22 dicembre 1871 - 15 luglio 1878 dimesso)
- Girolamo Volpe † (15 luglio 1878 succeduto - 27 febbraio 1880 nominato vescovo di Alife)
- Francesco Maria Imparati, O.F.M. † (27 febbraio 1880 - 23 giugno 1890 nominato arcivescovo di Acerenza e Matera)
- Lorenzo Antonelli † (1º giugno 1891 - 13 luglio 1905 deceduto)
- Felice Del Sordo † (12 agosto 1907 - 12 ottobre 1911 nominato vescovo di Alife)
  - Giovanni Battista Niola † (ottobre 1912 - novembre 1912 dimesso) (vescovo eletto)
- Angelo Petrelli † (20 maggio 1913 - 11 settembre 1923 deceduto)
- Alberto Costa † (30 aprile 1924 - 7 dicembre 1928 nominato vescovo di Lecce)
- Luigi Orabona dell'Aversana † (14 gennaio 1931 - 6 novembre 1934 deceduto)
- Domenico Petroni † (1º aprile 1935 - 5 ottobre 1966 ritirato[32])
  - Sede vacante (1966-1973)
- Giuseppe Vairo † (5 marzo 1973 - 25 ottobre 1976 dimesso)
- Armando Franco † (25 ottobre 1976 - 12 settembre 1981 nominato vescovo di Oria)
- Vincenzo Cozzi † (12 settembre 1981 - 30 settembre 1986 nominato vescovo di Melfi-Rapolla-Venosa)

### Vescovi di Rapolla
- Ottone † (prima del 1065 o 1066 - dopo marzo 1068)[33]
- Ursone † (prima di luglio 1072 - giugno 1078 nominato arcivescovo di Bari)
- Giovanni I ? † (menzionato nel 1092)[34]
- Ruggero I † (prima del 1141 - dopo il 1052)[35]
- Uberto † (prima del 1180 - dopo il 1183)[36]
- Anonimo † (menzionato nel 1199)[36]
- Riccardo † (prima del 1206 - dopo il 1209)[36]
- Anonimo † (menzionato nel 1215[36] e 1217)
- Anonimo † (menzionato nel 1222/1223)
- Anonimo † (menzionato a maggio 1236)[36]
- Giovanni II † (novembre 1237 - dopo il 1255)[36]
- Bartolomeo † (10 giugno 1266 - ?)
- Ammirato † (1269 - dopo settembre 1274 deceduto)[36]
- Ruggero II † (26 agosto 1275 - dopo agosto 1288 deceduto)
- Ruggero III † (11 novembre 1290 - 1305 deceduto)
- Pietro, O.F.M. † (15 gennaio 1305 - dopo il 1308)
- Bernardo † (14 novembre 1316 - circa 1330 deceduto)[37]
- Bernardo di Palma † (22 ottobre 1330 - 1341 deceduto)
- Giovanni † (20 novembre 1342 - 1346 deceduto)
- Gerardo, O.P. † (17 novembre 1346 - 1349 deceduto)
- Nicola di Grottaminarda, O.F.M. † (10 novembre 1348 - ? deceduto)
- Benedetto Cavalcanti, O.F.M. † (8 gennaio 1371 - circa 1374 deceduto)
- Angelo Acciaioli † (3 dicembre 1375 - 3 giugno 1383 nominato vescovo di Firenze)
- Angelo † (? - 1384 deposto)
- Nicolò † (1385 - ?)
  - Antonio † (3 dicembre 1386 - ?) (antivescovo)
- Tommaso † (circa 1390 - circa 1398 deceduto)
- Luca † (15 gennaio 1398 - 1446 deceduto)
- Francesco de Oliveto, O.S.B. † (14 giugno 1447 - 1455 deceduto)
- Pietro Minutolo † (16 luglio 1455 - 3 giugno 1478 nominato vescovo di Teramo)
- Vincenzo Galeota † (3 giugno 1478 - 30 gennaio 1482 nominato vescovo di Squillace)
- Colantonio Lentulo † (30 gennaio 1482 - luglio 1482 deceduto)
- Malitia de Gesualdo † (9 agosto 1482 - 1488 deceduto)
- Troilo Carafa † (17 settembre 1488 - 4 settembre 1497 nominato vescovo di Gerace)
- Luigi de Amato † (12 settembre 1497 - 19 settembre 1506 nominato vescovo di Lipari)
- Gilberto Sanilio † (19 settembre 1506 - 1520 dimesso)
- Raimondo Sanilio † (22 giugno 1520 - 1527 deceduto)
  - Sede unita a Melfi

### Vescovi di Melfi
- Baldovino † (prima del 1059 - dopo il 1089)
- Guglielmo I † (prima del 1097 - dopo il 1105)
- Baro † (menzionato nel 1123)[38]
- Stefano I † (settembre 1149 - ?)[39]
- Ruggero † (prima del 1153[39] - dopo il 1155)
- Radulfo † (prima del 1177[39] - dopo il 1179)
- Giacomo † (prima del 1183 - dopo il 1185)[40]
- Guglielmo II † (prima del 1193 - dopo marzo 1199[40])
- Anonimo † (menzionato a dicembre 1199)[40]
- R. † (prima del 1204 - dopo il 5 giugno 1212 deposto)[40][41]
- Anonimo † (menzionato nel 1215 e 1216)[40]
- Richerio † (prima del 1218 - dopo il 1232)[40]
- Anonimo † (menzionato nel 1234 e 1237)[40][42]
- Anonimo † (29 febbraio 1240 - ?)[40]
- Ruggero de Lentino, O.P. † (7 febbraio 1252 - ?)
- Anonimo † (menzionato nel 1260 e 1262)[40][43]
- Guglielmo III ? † (menzionato nel 1261)[44]
- Garnero de Villari-Bello (Viellier-le-Bel) † (21 ottobre 1266 - ?)[40]
- Bertrando † (prima di novembre 1268 - dopo ottobre 1277)[40]
- Francesco Monaldeschi † (1278 - 11 maggio 1280 nominato vescovo di Orvieto)
- Sinibaldo, O.F.M. † (11 maggio 1280 - ? deceduto)
- Saracino † (4 agosto 1295 - ? deceduto)
- Costantino † (2 febbraio 1317 - 1324 deceduto)
- Guglielmo IV † (19 marzo 1324 - ? deceduto)
- Alessandro da Sant'Elpidio, O.E.S.A. † (1326 - 1328 deceduto)
- Monaldo Monaldi, O.F.M. † (6 ottobre 1328 - 1331 deceduto)
- Giacomo II † (21 dicembre 1331 - 1347 deceduto)
- Pietro di Clusello, O.P. † (12 dicembre 1347 - 30 maggio 1348 nominato vescovo di Concordia)
- Giovanni de Naso, O.P. † (30 maggio 1348 - 27 luglio 1349 nominato vescovo di Verona)
- Nicola de Teramo † (4 settembre 1349 - 21 ottobre 1349 nominato arcivescovo di Oristano)
- Nicola Caracciolo † (21 ottobre 1349 - 14 dicembre 1362 nominato vescovo di Cosenza)
- Antonio da Rivello, O.P. † (24 maggio 1363 - 1366 deceduto)
- Pandolfo da Siroponte † (10 aprile 1366 - 1369 deceduto)
- Francesco Sconditi † (12 novembre 1369 - ? deceduto)
- Obbedienza avignonese e pisana:
  - Elia † (23 maggio 1384 - ?)
  - Nicola † (? - 29 marzo 1395 nominato vescovo di Conza)
  - Francesco Carosio † (4 luglio 1412 - 25 gennaio 1418 nominato arcivescovo di Trani)
- Obbedienza romana:
  - Giacomo † (1382 - ?)
  - Antonio de Samudia † (1384 - 1412 deceduto)
  - Beato Giovanni Dominici, O.P. † (4 marzo 1412 - 1412 dimesso) (amministratore apostolico)
  - Roberto Acciaioli † (30 giugno 1412 - ?)
- Astorgio Agnesi † (25 gennaio 1418 - 6 marzo 1419 nominato vescovo di Ancona)
  - Giacomo Isolani † (1420 - 24 febbraio 1425 dimesso) (amministratore apostolico)
- Nicola Giorgio de Maglinto † (25 giugno 1425 - ? deceduto)
- Francesco Palombo, O.S.B. † (12 dicembre 1431 - 1437 deceduto)
- Onofrio di Francesco di Sanseverino † (11 gennaio 1437 - 1450 deceduto)
- Alfonso Costa † (4 settembre 1450 - ?)
- Gaspare Loffredi † (17 aprile 1472 - 1480 deceduto)
- Ottaviano Bentivoglio † (15 dicembre 1480 - 10 maggio 1486 nominato arcivescovo di Salerno)
- Francesco Caracciolo † (24 giugno 1486 - ?)
- Juan de Borja Llançol de Romaní † (19 settembre 1494 - 3 dicembre 1498 dimesso)
- Juan Ferrer † (3 dicembre 1498 - 26 luglio 1499 nominato arcivescovo di Arles)
- Raffaele di Ceva, O.F.M. † (26 luglio 1499 - 1513 dimesso)
  - Lorenzo Pucci † (12 agosto 1513 - 16 marzo 1528 dimesso) (amministratore apostolico)

### Vescovi di Melfi e Rapolla
- Giannotto Pucci † (16 marzo 1528 - 1537 deceduto)
- Giovanni Vincenzo Acquaviva d'Aragona † (7 febbraio 1537 - 16 agosto 1546 deceduto)
- Roberto Pucci † (7 dicembre 1546 - 17 gennaio 1547 deceduto)
- Marino Ruffino † (7 febbraio 1547 - 1557 deceduto)
- Alessandro Ruffino † (1557 succeduto - 24 maggio 1574 dimesso)
- Gaspare Cenci † (8 gennaio 1574 - 1590 dimesso)
- Orazio Celsi † (16 luglio 1590 - 1591 deceduto)
- Marco Antonio Amidano † (13 settembre 1591 - novembre 1591 dimesso)
- Matteo Brumano, C.R.S.A. † (13 novembre 1591 - 9 agosto 1594 deceduto)
- Placido della Marra † (6 marzo 1595 - 2 dicembre 1620 deceduto)
- Desiderio Scaglia, O.P. † (17 marzo 1621 - 14 novembre 1622 nominato vescovo di Como)
- Lazzaro Carafino † (19 dicembre 1622 - 7 gennaio 1626 nominato vescovo di Como)
- Deodato Scaglia, O.P. † (19 gennaio 1626 - 18 aprile 1644 nominato vescovo di Alessandria)
- Giacomo Raimondi † (2 maggio 1644 - dicembre 1644 deceduto)
- Gerolamo Pellegrini † (16 gennaio 1645 - 12 aprile 1648 deceduto)
- Luigi Branciforte † (28 settembre 1648 - 1665 deceduto)
- Giulio Caracciolo, C.R. † (1º marzo 1666 - prima del 24 agosto 1671 dimesso)
- Tommaso De Franchis † (24 agosto 1671 - maggio 1696 deceduto)
- Francesco Antonio Triveri † (24 settembre 1696 - maggio 1697 deceduto)
- Antonio Spinelli, C.R. † (2 dicembre 1697 - ottobre 1724 deceduto)
- Mondilio Orsini, C.O. † (20 novembre 1724 - 8 marzo 1728 nominato arcivescovo di Capua)
- Giovanni Saverio De Leoni † (22 novembre 1730 - 5 marzo 1735 deceduto)
- Domenico Rosso, O.S.B.Cel. † (26 settembre 1735 - 8 luglio 1737 nominato arcivescovo di Palermo)
- Luca Antonio della Gatta † (8 luglio 1737 - 25 settembre 1747 deceduto)
- Pasquale Teodoro Basta † (29 gennaio 1748 - 27 dicembre 1765 deceduto)
- Ferdinando De Vicariis, O.S.B. † (14 aprile 1766 - 20 giugno 1780 deceduto)
  - Sede vacante (1780-1792)
  - Agostino Gervasio, O.S.A. † (17 novembre 1784 - 27 febbraio 1792 nominato arcivescovo di Capua) (vescovo eletto)[45]
- Filippo de Aprile † (27 febbraio 1792 - 1811 deceduto)
  - Sede vacante (1811-1818)
- Gioacchino de Gemmis † (26 giugno 1818 - 12 dicembre 1822 deceduto)
- Vincenzo Ferrari, O.P. † (3 maggio 1824 - 4 maggio 1828 deceduto)
- Luigi Bovio, O.S.B. † (18 maggio 1829 - 6 novembre 1847 deceduto)
- Ignazio Sellitti † (5 novembre 1849 - 3 agosto 1881 dimesso)
- Giuseppe Camassa † (4 agosto 1881 - 1911 dimesso[46])
- Alberto Costa † (4 gennaio 1912 - 7 dicembre 1928 nominato vescovo di Lecce)
- Luigi dell'Aversana † (29 luglio 1930 - 6 novembre 1934 deceduto)
- Domenico Petroni † (1º aprile 1935 - 5 ottobre 1966 ritirato[32])
  - Sede vacante (1966-1973)
- Giuseppe Vairo † (5 marzo 1973 - 25 ottobre 1976 dimesso)
- Armando Franco † (25 ottobre 1976 - 12 settembre 1981 nominato vescovo di Oria)
- Vincenzo Cozzi † (12 settembre 1981 - 30 settembre 1986 nominato vescovo di Melfi-Rapolla-Venosa)

### Vescovi di Melfi-Rapolla-Venosa
- Vincenzo Cozzi † (30 settembre 1986 - 13 dicembre 2002 ritirato)
- Gianfranco Todisco, P.O.C.R. (13 dicembre 2002 - 21 aprile 2017 dimesso)
- Ciro Fanelli, dal 4 agosto 2017

## Statistiche
La diocesi nel 2023 su una popolazione di 85.000 persone contava 79.000 battezzati, corrispondenti al 92,9% del totale.
| anno                            | popolazione | popolazione | popolazione | presbiteri | presbiteri | presbiteri | presbiteri                | diaconi | religiosi | religiosi | parrocchie |
| anno                            | battezzati  | totale      | %           | numero     | secolari   | regolari   | battezzati per presbitero | diaconi | uomini    | donne     | parrocchie |
| ------------------------------- | ----------- | ----------- | ----------- | ---------- | ---------- | ---------- | ------------------------- | ------- | --------- | --------- | ---------- |
| diocesi di Venosa               |             |             |             |            |            |            |                           |         |           |           |            |
| 1950                            | 50.050      | 50.100      | 99,9        | 40         | 29         | 11         | 1.251                     |         | 15        | 26        | 10         |
| 1970                            | 40.267      | 40.567      | 99,3        | 29         | 17         | 12         | 1.388                     |         | 12        | 70        | 13         |
| 1980                            | 33.350      | 33.619      | 99,2        | 20         | 18         | 2          | 1.667                     |         | 3         | 54        | 13         |
| diocesi di Melfi e Rapolla      |             |             |             |            |            |            |                           |         |           |           |            |
| 1950                            | 50.380      | 51.000      | 98,8        | 38         | 36         | 2          | 1.325                     |         | 2         | 62        | 14         |
| 1970                            | 49.000      | 49.350      | 99,3        | 35         | 27         | 8          | 1.400                     |         | 8         | 70        | 17         |
| 1980                            | 46.700      | 55.220      | 84,6        | 36         | 28         | 8          | 1.297                     |         | 8         | 65        | 24         |
| diocesi di Melfi-Rapolla-Venosa |             |             |             |            |            |            |                           |         |           |           |            |
| 1990                            | 82.000      | 91.000      | 90,1        | 58         | 43         | 15         | 1.413                     | 3       | 19        | 106       | 32         |
| 1999                            | 90.160      | 90.680      | 99,4        | 57         | 47         | 10         | 1.581                     | 8       | 12        | 101       | 32         |
| 2000                            | 90.140      | 90.600      | 99,5        | 54         | 44         | 10         | 1.669                     | 9       | 12        | 100       | 32         |
| 2001                            | 90.000      | 91.000      | 98,9        | 54         | 43         | 11         | 1.666                     | 11      | 12        | 96        | 32         |
| 2002                            | 89.000      | 90.900      | 97,9        | 56         | 46         | 10         | 1.589                     | 10      | 12        | 98        | 32         |
| 2003                            | 89.000      | 90.168      | 98,7        | 57         | 47         | 10         | 1.561                     | 10      | 11        | 73        | 32         |
| 2004                            | 89.000      | 90.000      | 98,9        | 57         | 46         | 11         | 1.561                     | 10      | 11        | 73        | 32         |
| 2013                            | 89.200      | 89.600      | 99,6        | 49         | 37         | 12         | 1.820                     | 9       | 12        | 49        | 34         |
| 2016                            | 81.000      | 87.000      | 93,1        | 46         | 33         | 13         | 1.760                     | 8       | 13        | 48        | 33         |
| 2019                            | 80.580      | 86.570      | 93,1        | 40         | 34         | 6          | 2.014                     | 8       | 6         | 44        | 33         |
| 2021                            | 79.625      | 85.540      | 93,1        | 44         | 36         | 8          | 1.809                     | 9       | 10        | 42        | 32         |
| 2023                            | 79.000      | 85.000      | 92,9        | 36         | 27         | 9          | 2.194                     | 7       | 10        | 42        | 32         |

### Per Melfi
- Gennaro Araneo, Notizie storiche della città di Melfi, Firenze, 1866.
- Giovanni Antonucci, Il vescovato di Melfi, in Archivio storico per la Calabria e la Lucania, VI, 1936,  pp. 35–39.
- Giuseppe Cappelletti, Le Chiese d'Italia della loro origine sino ai nostri giorni, vol. XXI, Venezia, 1870,  pp. 449–457 (anche Rapolla).
- Giuseppe Gabrieli, Bibliografia di Puglia (PDF), parte II,  pp. 307–308.
- Vincenzio d'Avino, Cenni storici sulle Chiese arcivescovili, vescovili e prelatizie (nullius) del Regno delle Due Sicilie, Napoli, 1848,  pp. 326–332.
- (LA) Pius Bonifacius Gams, Series episcoporum Ecclesiae Catholicae, Graz, 1957,  p. 896.
- (LA)  Konrad Eubel, Hierarchia Catholica Medii Aevi, vol. 1, pp. 334–335; vol. 2, p. 189; vol. 3, p. 241; vol. 4, p. 238; vol. 5, pp. 264–265; vol. 6, p. 285.

### Per Rapolla
- Francesco Chiaromonte, Cenno storico sulla chiesa vescovile di Rapolla, Melfi, 1888.
- Giuseppe Gabrieli, Bibliografia di Puglia (PDF), parte II,  p. 189.
- (LA) Pius Bonifacius Gams, Series episcoporum Ecclesiae Catholicae, Graz, 1957,  p. 915.
- (LA)  Konrad Eubel, Hierarchia Catholica Medii Aevi, vol. 1, p. 412; vol. 2, pp. XXXV, 220; vol. 3, p. 282.

### Per Venosa
- Francesco Lanzoni, Le diocesi d'Italia dalle origini al principio del secolo VII (an. 604), vol. I, Faenza, 1927,  pp. 295–299.
  -  Giuseppe Cappelletti, Le Chiese d'Italia della loro origine sino ai nostri giorni, vol. XX, Venezia, 1866,  pp. 493–502, 506-509.
- Giuseppe Gabrieli, Bibliografia di Puglia (PDF), parte II,  p. 200.
- (LA) Pius Bonifacius Gams, Series episcoporum Ecclesiae Catholicae, Graz, 1957,  p. 940.
- (LA)  Konrad Eubel, Hierarchia Catholica Medii Aevi, vol. 1, p. 520; vol. 2, p. 265; vol. 3, p. 330; vol. 4, p. 364; vol. 5, p. 410; vol. 6, p. 437.